# Heliodiaptomus kolleruensis
Heliodiaptomus kolleruensis is een eenoogkreeftjessoort uit de familie van de Diaptomidae. De wetenschappelijke naam van de soort is voor het eerst geldig gepubliceerd in 1981 door Reddy & Radhakrishna.